# Canton de Mayet
Le canton de Mayet est une ancienne division administrative française située dans le département de la Sarthe et la région Pays de la Loire.

## Géographie
Ce canton était organisé autour de Mayet dans l'arrondissement de la Flèche. Son altitude variait de 37 m (Aubigné-Racan) à 164 m (Mayet) pour une altitude moyenne de 68 m.

## Histoire
De 1833 à 1848, les cantons de Mayet et de Pontvallain avaient le même conseiller général. Le nombre de conseillers généraux était limité à trente par département.

## Représentation

### Conseillers d'arrondissement (de 1833 à 1940)
| Période                                  | Période          | Identité      | Étiquette | Qualité |
| ---------------------------------------- | ---------------- | ------------- | --------- | --- |
| 1833                                     |                  | M. Fournier   |           | Propriétaire à Mayet                                                                                        |
|                                          |                  |               |           | |
|                                          | 1884 (démission) | Anatole Carré | Rad.      | Propriétaire à Vaas                                                                                         |
|                                          |                  |               |           | |
|                                          | 1922             | M. Simon      |           | |
| 1922                                     | 1940             | Gustave Sarcé | Rad.soc.  | Maire de Mayet                                                                                              |
| 1940                                     |                  |               |           | Les conseils d'arrondissement ont été suspendus par la loi du 12 octobre 1940 et n'ont jamais été réactivés |
| Les données manquantes sont à compléter. |                  |               |           | |

### Conseillers généraux de 1833 à 2015
| Période | Période      | Identité                                         | Étiquette                | Qualité |
| ------- | ------------ | ------------------------------------------------ | ------------------------ | --- |
| 1833    | 1842         | Joseph Papigny (1796-1877)                       |                          | Avoué, adjoint au maire de La Flèche |
| 1842    | 1848         | Théobald Piscatory (1800-1870)                   | Majorité gouvernementale | Député d'Indre-et-Loire (1832-1842 et 1849-1851), pair de France                                                                                    |
| 1848    | 1871         | Prince Marc de Beauvau                           | Centre droit             | Éleveur de chevaux, député (1852-1870) |
| 1871    | 1884 (décès) | Jacques Bouttevin                                | Républicain              | Maire de Mayet |
| 1884    | 1913         | Anatole Carré                                    | Rad.                     | Propriétaire, maire de Vaas (1884-1911), conseiller d'arrondissement                                                                                |
| 1913    | 1927 (décès) | Eugène Garnier                                   | Rad.                     | Propriétaire, maire de Mayet |
| 1928    | 1931         | Jules Hérin                                      | URD                      | Conseiller municipal de Verneil-le-Chétif, membre de la chambre d'agriculture                                                                       |
| 1931    | 1940         | Georges Renou                                    | Rad.                     | Propriétaire-cultivateur à Vaas |
|         |              |                                                  |                          | |
| 1943    | 1945         | Gustave Sarcé                                    | ?                        | Conseiller d'arrondissement, maire de Mayet, nommé conseiller départemental en 1943                                                                 |
|         |              |                                                  |                          | |
| 1945    | 1970         | Max Boyer                                        | SFIO                     | Directeur du Maine Libre, maire de Mayet, président du conseil général (1945-1951, 1952-1958 et 1967-1970), conseiller de la République (1946-1948) |
| 1970    | 1991 (décès) | Alexandre Hérin (1919-1991, fils de Jules Hérin) | DVD                      | Maire d'Aubigné-Racan |
| 1991    | 2014 (décès) | Michel Royer                                     | DVD                      | Entrepreneur retraité, maire d'Aubigné-Racan, président de la communauté de communes Aune et Loir, vice-président du conseil général                |
| 2014    | 2015         | Brigitte Lecor                                   | DVD                      | Collaboratrice d'artisan, adjointe au maire de Mayet (2008-2014), élue en 2015 dans le canton du Lude                                               |

Le canton participe à l'élection du député de la troisième circonscription de la Sarthe.

## Composition

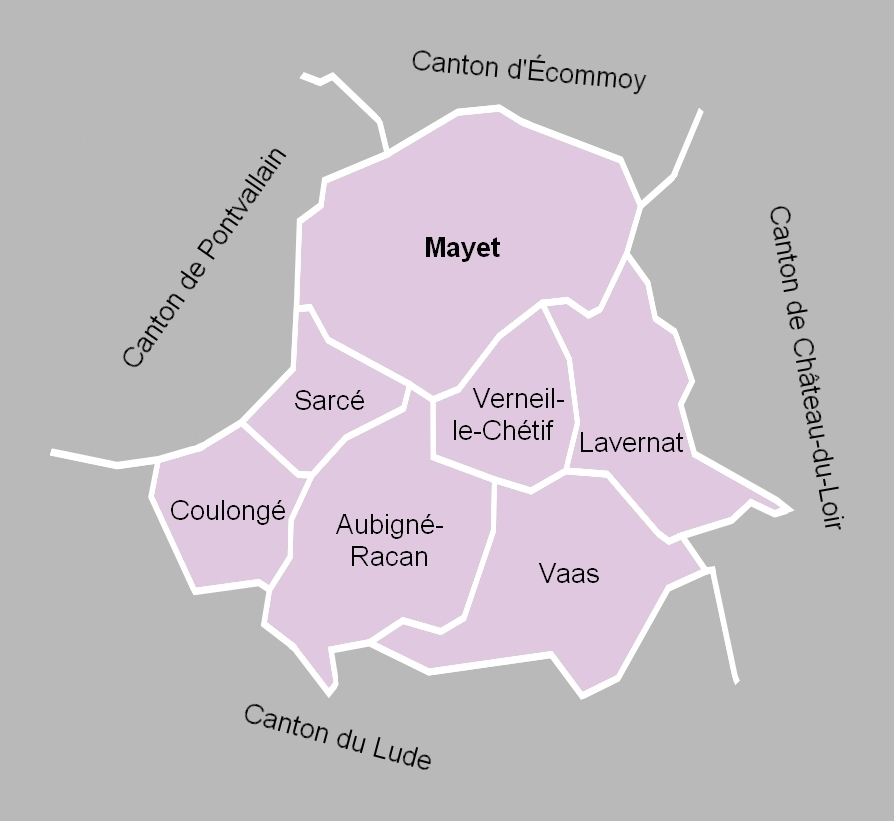
La carte des communes du canton. Les cantons limitrophes étaient ceux de Pontvallain, d'Écommoy, de Château-du-Loir et du Lude.

Le canton de Mayet comptait 9 014 habitants en 2012 (population municipale) et regroupait sept communes :
- Aubigné-Racan ;
- Coulongé ;
- Lavernat ;
- Mayet ;
- Sarcé ;
- Vaas ;
- Verneil-le-Chétif.

À la suite du redécoupage des cantons pour 2015, toutes les communes à l'exception de Lavernat sont rattachées au canton du Lude. La commune de Lavernat est intégrée au canton de Château-du-Loir.
Contrairement à beaucoup d'autres cantons, le canton de Mayet n'inclut aucune commune supprimée depuis la création des communes sous la Révolution.

## Démographie
| 1962  | 1968  | 1975  | 1982  | 1990  | 1999  | 2006  | 2011  | 2012  |
| ----- | ----- | ----- | ----- | ----- | ----- | ----- | ----- | ----- |
| 8 949 | 8 828 | 8 437 | 8 058 | 8 111 | 8 340 | 8 994 | 9 008 | 9 014 |